# Nectocaecilia petersii
Nectocaecilia petersii är en groddjursart som först beskrevs av George Albert Boulenger 1882.  Nectocaecilia petersii ingår i släktet Nectocaecilia och familjen Caeciliidae. IUCN kategoriserar arten globalt som livskraftig. Inga underarter finns listade i Catalogue of Life.